# Lijst van windmolens in Namen (provincie)
Dit is een lijst van windmolens in Namen.
| Naam                | Plaats             | Gemeente    | Provincie | Type molen  | Functie    | Maalvaardigheid | Monument-status | Bezoekmogelijkheid | Foto            |
| ------------------- | ------------------ | ----------- | --------- | ----------- | ---------- | --------------- | --------------- | ------------------ | --------------- |
| Moulin de Scry      | Mettet             | Mettet      | Namen     | Grondzeiler | Korenmolen | Romp            | Niet beschermd  |                    |                 |
| Moulin de Stud      | Andenne            | Andenne     | Namen     | Grondzeiler | Korenmolen | Romp            | Niet beschermd  |                    |                 |
| Moulin de Tongrinne | Tongrinne          | Sombreffe   | Namen     | Grondzeiler | Korenmolen | Romp            | Niet beschermd  |                    |                 |
| Moulin de Tromcourt | Géronsart          | Couvin      | Namen     | Grondzeiler | Korenmolen | Romp            | Niet beschermd  | niet toegankelijk  |                 |
| Moulin Defrenne     | Grand-Leez         | Gembloux    | Namen     | Grondzeiler | Korenmolen | Maalvaardig     | M               | ja                 | Moulin Defrenne |
| Moulin des Golettes | Velaine-sur-Sambre | Sambreville | Namen     | Grondzeiler | Korenmolen | Romp            | M, DSG          | Op aanvraag        |                 |
| Moulin Lorge        | Grand-Leez         | Gembloux    | Namen     | Grondzeiler | Korenmolen | Romp            | Niet beschermd  | Niet toegankelijk  |                 |
| Moulin Massinon     | Belgrade           | Namen       | Namen     | Grondzeiler | Korenmolen | Romp            | Niet beschermd  | niet toegankelijk  |                 |
| Moulin Michaux      | Sauvenière         | Gembloux    | Namen     | Grondzeiler | Korenmolen | Romp            | Niet beschermd  | niet toegankelijk  |                 |
| Moulin Staquet      | Gembloers          | Gembloers   | Namen     | Grondzeiler | Korenmolen | Romp            | Niet beschermd  | niet toegankelijk  |                 |